# Tom Sturridge
Thomas Sidney Jerome 'Tom' Sturridge (Londen, 5 december 1985) is een Engelse acteur.

## Levensloop

### Jeugdjaren
Sturridge werd geboren als zoon van filmregisseur Charles Sturridge (1951) en actrice Phoebe Nicholls (1958). Hij is de oudste van drie kinderen en heeft een broer, Arthur, en een zus, Matilda. Hij bezocht Winchester College, een prestigieuze en prijzige public school. In deze periode ontmoette hij Robert Pattinson, een mede-acteur met wie hij goed bevriend raakte. Toen hij na zijn opleiding in Londen vestigde om op zoek te gaan naar werk was Pattinson zijn kamergenoot. Hij maakte zijn school nooit af. Hij stopte in zijn examenjaar, omdat hij te veel spijbelde en daarom onenigheid kreeg met de directeur van de school.
Sturridge begon zijn filmcarrière al als kind en debuteerde in 1996 met een rol in de televisiefilm Gulliver's Travels. Aanvankelijk werd hij door zijn ouders ontmoedigd om te acteren. Zijn vader was bezig met de casting van Gulliver's Travels en liet zijn zoon, ondanks een gebrek aan ervaring, een rol spelen waar hij geen ervaren kinderacteurs voor kon vinden. In 1997 leek er een einde te komen aan zijn filmcarrière. Hij had tijdens zijn schooljaren geen ambitie om acteur te worden en beschreef zichzelf tijdens zijn tienerjaren als een 'rebel'. In 2004, toen hij 18 jaar oud was, kwam hier verandering in. Hij ontmoette regisseur István Szabó, die op dat moment bezig was met de opnames van Being Julia (2004).
Szabó vroeg Sturridge om auditie te doen voor de rol van Roger Gosselyn. Hij was hier in eerste instantie op tegen, maar deed het uit respect voor de regisseur, waar hij op dat moment al tijden fan van was. In de zomer van dat jaar verhuisde hij naar Hongarije voor de opnames en raakte geïnspireerd om acteur te worden. Hij speelde vervolgens de rol van de zoon van Jonathan Rhys Meyers in Vanity Fair (2004), een film met Reese Witherspoon.

### Doorbraak
In 2006 speelde hij naast Eddie Redmayne en Toni Collette in de psychologische thriller Like Minds. Vervolgens werd hij gecast in Jumper (2008). Hij kreeg in april 2006 de hoofdrol, met Jamie Bell en Teresa Palmer als zijn tegenspelers. Het was aanvankelijk een film met een klein budget, die werd opgenomen in New York. Het script werd veelvuldig gewijzigd en uiteindelijk kreeg hij een enorm budget. De makers kozen toen voor bekendere namen en daarom werd Sturridge vervangen door Hayden Christensen. Het was volgens de acteur geen onverwachtse beslissing.
Hierna was het een tijd stil rond Sturridge. In 2009 maakte hij een comeback, met een van de hoofdrollen in The Boat That Rocked, een muzikale komedie met onder andere Philip Seymour Hoffman, Bill Nighy en Rhys Ifans. De rol kwam op een gelegen moment, omdat hij toentertijd bijna uit zijn appartement gegooid werd. Hij besloot auditie te doen voor de film en moest het opnemen tegenover ongeveer 70 andere acteurs. Regisseur Richard Curtis vertelde dat hij onmiddellijk wist dat Sturridge de rol zou krijgen op het moment dat hij de kamer in liep. Hij vertelde dat het een zware rol is. Het duurde drie maanden om de film op te nemen en werkdagen van 16 uur waren niet ongewoon.
Hoewel de film veel aandacht heeft gekregen van de media, vertelt Sturridge dat hij nog steeds onopgemerkt over straat kan wandelen. Het was zijn eerste komische film. Hij vertelde dat het hem enige tijd kostte voordat hij zich thuisvoelde op de set en dat hij niet het gevoel had dat hij, ook voor de camera, zichzelf kon zijn. Nadat de opnames van The Boat That Rocked erop zaten, werd Sturridge in september 2008 gecast in de onafhankelijke romantische komedie Waiting for Forever (2009). Hij speelt hierin tegenover Rachel Bilson, die eerder te zien was in Jumper. Het werd in vier weken tijd opgenomen in de Verenigde Staten.

## Trivia
- In januari 2012 werd bekend dat Sturridge en zijn partner Sienna Miller hun eerste kind verwachtten.[7] Miller beviel in juli 2012 van een dochter.